# Levovik
Levovik (cyr. Левовик) – wieś w Serbii, w okręgu zajeczarskim, w gminie Sokobanja. W 2011 roku liczyła 148 mieszkańców.